# Bill Mulliken
Bill Mulliken (n. 27 august 1939, Urbana, Illinois, SUA – d. 17 iulie 2014, Chicago, Illinois, SUA) a fost un înotător ce a reprezentat Statele Unite ale Americii, medaliat olimpic. A participat la o ediție a Jocurilor Olimpice (1960) în care a câștigat două medalii de aur.